# 特拉姆里
特拉姆里（法語：Tramery，法語發音：[tʁamʁi]）是法国马恩省的一个市镇，属于兰斯区。

## 地理
特拉姆里（49°13'28"N, 3°48'17"E）面积3.56 平方千米，位于法国大東部大區马恩省，该省份为法国东北部内陆省份，北起阿登省，西北接埃纳省，西南接塞纳-马恩省，南至奥布省，东南接上马恩省，东临默兹省。
与特拉姆里接壤的市镇（或旧市镇、城区）包括：法沃罗勒和科埃米、莱里、普瓦伊、特雷隆、塔德努瓦城。

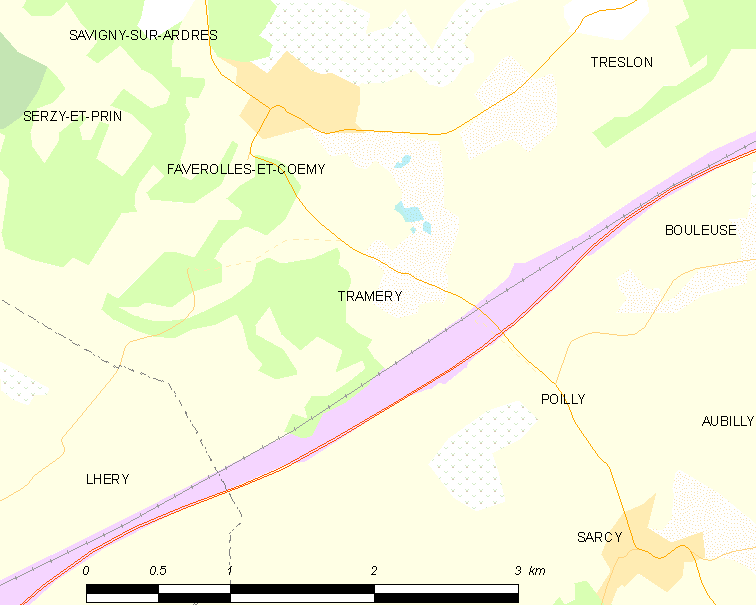
特拉姆里的OSM定位图

特拉姆里的时区为UTC+01:00、UTC+02:00（夏令时）。

## 行政
特拉姆里的邮政编码为51170，INSEE市镇编码为51577。

## 政治
特拉姆里所属的省级选区为多尔芒-香槟景县。

## 人口

1962-2008年间特拉姆里人口变化图示

特拉姆里于2022年1月1日时的人口数量为151人。